# Форостецкий, Владимир Васильевич
Владимир Васильевич Форостецкий (29 августа 1946, Ужгород, Закарпатская область, Украинская ССР — 1 апреля 2017, Запорожье, Украина) — советский и украинский художник, заслуженный деятель искусств Украины (2002).

## Биография
В 1972 г. окончил Львовский Государственный институт прикладного и декоративного искусства. Трудовую деятельность начал на Львовском художественно-рекламном комбинате, затем был художником-монументалистом на Львовском художественно-производственном комбинате.
С 1973 г. работал в Запорожских художественно-производственных мастерских. С того же года принимал активное участие в областных, республиканских, всесоюзных и зарубежных выставках. 
Член Союза художников СССР с 1977 г. Неоднократно избирался членом правления Запорожской организации Союза художников Украинской ССР (Национального союза художников Украины). В 1986 г. был избран председателем правления Запорожского отделения Союза художников Украинской ССР, избирался членом правления Запорожского отделения Украинского фонда культуры (1996-2002), членом правления союза художников Украины и СССР. 
Работал в искусстве графики, живописи и дизайна, в декоративно-монументальной сфере. В 1990-е годы творчество художника приобрело историческое, а порой и мифологическое направление, связанное с Хортицей. Он собрал его в цикл «Исторические фигуры Украины», «Древнеславянские боги», «Хортица», «Эхо древних мифов». Владимир Форостецкий был участником как всеукраинских, так и международных выставок в Англии, Голландии, Франции, Дании, Венгрии.

## Нагары и звания
Заслуженный деятель искусств Украины.

## Биография
- https://newsmir.info/898783
- https://reporter-ua.com/2017/04/04/314011_ushel-iz-zhizni-izvestnyy-zaporozhskiy-hudozhnik